# Jad Channa
Jad Channa (hebr. יד חנה; pol. Pomnik Hanny) – kibuc położony w samorządzie regionu Emek Chefer, w Dystrykcie Centralnym, w Izraelu.
Leży na równinie Szaron, w otoczeniu moszawów Niccane Oz, Be’erotajim i  Olesz, oraz wioski Bat Chefer. Na wschód od kibucu przebiega granica terytoriów Autonomii Palestyńskiej, która jest strzeżona przez mur bezpieczeństwa. Po stronie palestyńskiej znajduje się miasto Tulkarm.
Członek Ruchu Kibuców (Ha-Tenu’a ha-Kibbucit).

## Historia
Kibuc został założony w 1950 przez członków syjonistycznego ruchu młodzieżowego Habonim Dror, powiązanego z partią polityczną Mapam. Nową osadę nazwano na cześć węgierskiej Żydówki Hanny Szenes (1921-1944), która została zrzucona na spadochronie w Jugosławii z zadaniem przeniknięcia na Węgry by ratować Żydów od zagłady w Auschwitz-Birkenau.
Przez pewien okres był to jedyny w Izraelu kibuc komunistyczny (lata 1953–1972), powiązany z Komunistyczną Partią Izraela.

## Gospodarka
Gospodarka kibucu opiera się na sadownictwie.

## Komunikacja
Na wschód od kibucu przebiega autostrada nr 6, brak jednak możliwości bezpośredniego wjazdu na nią. Z kibucu wyjeżdża się na północny zachód na drogę nr 5714, którą jadąc na południe dojeżdża się do drogi ekspresowej nr 57  (Netanja–Niccane Oz), lub jadąc na północny wschód dojeżdża się do wioski Bat Chefer.